# Wincenty Doria-Dernałowicz
Wincenty Doria-Dernałowicz (zm. 1829) – szambelan króla polskiego Stanisława Augusta Poniatowskiego, syn chorążego rzeczyckiego Leona Józefa Dernałowicza i Wiktorii Chlewińskiej.

## Życiorys
Wincenty Doria-Dernałowicz miał dwóch braci: cześnika rzeczyckiego Seweryna oraz sędziego ziemskiego rzeczyckiego Faustyna. W 1786 objął funkcję szambelana króla polskiego, a 13 września 1787 w Pieniuże poślubił pasierbicę jego metresy Elżbiety Grabowskiej, Konstancję. Z tego związku pochodził syn Tadeusz Rajmund, dziedzic dóbr Repki. W 1793 Wincenty został odznaczony Orderem Świętego Stanisława. W tym samym roku wraz z braćmi po raz pierwszy użył przydomku Doria w swoim nazwisku, który odtąd nosili kolejni przedstawiciele rodu.